# 大安乡 (泰顺县)
大安乡是中华人民共和国浙江省温州市泰顺县下辖的一个乡。
2016年9月8日，浙江省人民政府批复同意调整三魁镇管辖范围，增设大安乡，乡政府驻安中路100号。

## 行政区划
大安乡下辖以下村级行政区划单位：
大丘坪村、洪岭头村、花坪头村、罗汉村、下塔村、柳埠村和大垟村。